# Salon d'Automne de 1908
Le Salon d'Automne de 1908 est la sixième édition du Salon d'Automne, une exposition artistique annuelle à Paris, en France. Il se tient du 1er octobre 1908 au 8 novembre 1908 au Grand Palais. Georges Braque voit plusieurs de ses toiles refusées à ce salon.

## Œuvres présentées
- Henri Matisse, Le Jeune Marin II.
- Félix Vallotton, L'Enlèvement d'Europe.
- Auguste Chabaud, (1) Marché (2) Sous la tente du café[1].